# Incesticide
Incesticide er en kompilations udgivelse af Nirvana. Pladen indeholder materiale fra singler, demooptagelser, kasserede numre, covernumre og radiooptagelser. Albummet blev udsendt i 1992 på to forskellige datoer, 14. december i Europa og 15. december i USA.

## Numre
Alle sange af Kurt Cobain, med mindre andet er angivet.
1. Dive (Cobain/Novoselic) – 3:55
2. Sliver – 2:16
3. Stain – 2:41
4. Been a son – 1:56
5. Turnaround (Mark Mothersbaugh/Gerald Casale) – 2:19
6. Molly’s Lips (Eugene Kelly/Frances McKee) – 1:54
7. Son of a gun (Eugene Kelly/Frances McKee) – 2:48
8. (New Wave) Polly – 1:48
9. Beeswax – 2:50
10. Downer – 1:44
11. Mexican Seafood – 1:55
12. Hairspray Queen (Cobain/Novoselic) – 4:14
13. Aero Zeppelin (Cobain/Novoselic) – 4:41
14. Big Long Now  – 5:04
15. Aneurysm (Cobain/Novoselic/Grohl) – 4:36